# إدي بارث
إدي بارث (بالإنجليزية: Eddie Barth)‏ هو ممثل أمريكي، ولد في 29 سبتمبر 1931 بفيلادلفيا في الولايات المتحدة، وتوفي في 28 مايو 2010 بلوس أنجلوس في الولايات المتحدة.

## أعمال

### أفلام
- (1980) الشهرة[3][4]

### مسلسلات
- سيمون وسيمون

## وصلات خارجية
- إدي بارث على موقع IMDb (الإنجليزية)
- إدي بارث على موقع أول موفي (الإنجليزية)
- إدي بارث على موقع قاعدة بيانات الأفلام السويدية (السويدية)
- إدي بارث على موقع قاعدة بيانات الفيلم (الإنجليزية)